# Codi ATC C05
El  codi ATC C05, descrit com Vasoprotectors, és una subgrup terapèutic de l'Anatomical, Therapeutic, Chemical Classification System (ATC). La classificació ATC és un sistema de codis alfanumèric desenvolupat per l'Organització Mundial de la Salut (OMS) per als fàrmacs i altres productes sanitaris. El subgrup C05 és part del grup anatòmic C Sistema cardiovascular.

Els codis per a ús veterinari (codis ATCvet) poden han estat creats afegint la lletra Q davant dels codis ATC humans: QC05... 
Les adaptacions estatals de la classificació ATC poden incloure codis addicionals no presents en aquesta llista, que segueix la versió de l'OMS.

## C05AAntihemorroidalsd'ús tòpic
C05A A Productes que contenen corticoesteroides
C05A B Productes que conté antibiòtics
C05A D Productes que contenen anestèsics locals
C05A X Altres antihemorroidals per a ús tòpic

## C05B Teràpiaantivaricosa
C05B A Heparines o heparinoides per a ús tòpic
C05B B Agents esclerosants per a injecció local
C05B X Altres agents esclerosants

## C05C Agents estabilitzadors de capil·lars
C05C A Bioflavonoides
C05C X Altres agents estabilitzadors de capil·lars